# やったぜ!加トちゃん
『やったぜ!加トちゃん』（やったぜ かトちゃん）は、1987年4月14日から同年9月22日までTBS系列局およびクロスネット局のテレビ山口（当時JNNとFNSに加盟、FNNには非加盟）で放送されていたTBS製作のバラエティ番組である。放送時間は毎週火曜 19:20 - 19:30 （日本標準時）。

## 概要
あらかじめ振っておいた缶コーラを道行く人に開けてもらうなど、様々なドッキリを子供たちが仕掛けていたミニ番組。司会はザ・ドリフターズの加藤茶が務めていた。タイトルは加藤のギャグ「1・2・3・4、やったぜ加トちゃん」に由来する。実際のタイトルロゴは「やったぜ!加トCHAN」と「ちゃん」の箇所がローマ字になっていたが、新聞のテレビ欄では表題通りの表記が用いられている。
『JNNニュースコープ』の縮小による平日19:00枠の再編に伴い、番組は半年で終了した。最終回では「総集編」と題し、それまで仕掛けてきたドッキリを見せた。
| TBS系列 火曜19:20枠                                                          | TBS系列 火曜19:20枠                             | TBS系列 火曜19:20枠                                                                  |
| 前番組                                                                       | 番組名                                          | 次番組                                                                               |
| ---------------------------------------------------------------------------- | ----------------------------------------------- | ------------------------------------------------------------------------------------ |
| ドキド欽ちゃんスピリッツ!! （1986年10月21日 - 1987年3月24日） ※19:20 - 20:51 | やったぜ!加トちゃん （1987年4月14日 - 9月22日） | そこが知りたい （1987年10月6日 - 1992年9月22日） ※19:00 - 19:54、火曜22:00枠から移動 |